# تیقزیرت
تیقزیرت (به عربی: تیقزیرت) یک شهرداری در الجزایر است که در استان تیزی وزو واقع شده‌است. تیقزیرت ۴۱٬۶۸ کیلومتر مربع مساحت و ۱۱٬۹۶۲ نفر جمعیت دارد.